# Skara landsfiskalsdistrikt
Skara landsfiskalsdistrikt var 1918–1964 ett landsfiskalsdistrikt i Skaraborgs län, bildat som Axvalls landsfiskalsdistrikt när Sveriges indelning i landsfiskalsdistrikt trädde i kraft den 1 januari 1918, enligt beslut den 7 september 1917. Den 1 januari 1944 (enligt beslut 31 december 1943) ändrades distriktets namn till Skara landsfiskalsdistrikt. Den 1 januari 1965 avskaffades i Sverige samtliga landsfiskaler och landsfiskalsdistrikt, och deras arbetsuppgifter delades upp på de nyskapade indelningarna polisdistrikt, åklagardistrikt och kronofogdedistrikt.
Landsfiskalsdistriktet låg under länsstyrelsen i Skaraborgs län.

## Ingående områden
Den 1 januari 1934 inkorporerades Skara landskommun i Skara stad. När Sveriges nya indelning i landsfiskalsdistrikt trädde i kraft den 1 oktober 1941 (enligt kungörelsen den 28 juni 1941) överfördes kommunerna Händene, Härlunda, Marum och Vinköl till Skånings landsfiskalsdistrikt. Regeringen anförde samtidigt i kungörelsen att den ville i framtiden besluta om Skara stads förenande med landsfiskalsdistriktet. Den 1 januari 1944 (enligt beslut den 17 juni 1943) förenades Skara stad med landsfiskalsdistriktet, dock skulle stadsfiskals- och stadsfogdetjänsterna i staden bibehållas. När Sveriges nya indelning i landsfiskalsdistrikt trädde i kraft den 1 januari 1952 (enligt kungörelsen 1 juni 1951) ändrades distriktets indelning genom kommunreformen 1952 samt tillförseln av Ardala landskommun medan områdena som blev del av storkommunerna Gudhem och Skultorp införlivades i Gudhems landsfiskalsdistrikt. Från och med 1 januari 1952 upphörde även stadsfiskalstjänsten i Skara stad.

### Från 1918
Skånings härad:
- Händene landskommun
- Härlunda landskommun
- Marums landskommun
- Vinköls landskommun
- Skara landskommun
- Skånings-Åsaka landskommun

Valle härad:
- Eggby landskommun
- Bolums landskommun
- Häggums landskommun
- Istrums landskommun
- Norra Lundby landskommun
- Norra Vings landskommun
- Skärvs landskommun
- Stenums landskommun
- Varnhems landskommun
- Öglunda landskommun

### Från 1934
Skånings härad:
- Händene landskommun
- Härlunda landskommun
- Marums landskommun
- Vinköls landskommun
- Skånings-Åsaka landskommun

Valle härad:
- Eggby landskommun
- Bolums landskommun
- Häggums landskommun
- Istrums landskommun
- Norra Lundby landskommun
- Norra Vings landskommun
- Skärvs landskommun
- Stenums landskommun
- Varnhems landskommun
- Öglunda landskommun

### Från 1 oktober 1941
Skånings härad:
- Skånings-Åsaka landskommun

Valle härad:
- Eggby landskommun
- Bolums landskommun
- Häggums landskommun
- Istrums landskommun
- Norra Lundby landskommun
- Norra Vings landskommun
- Skärvs landskommun
- Stenums landskommun
- Varnhems landskommun
- Öglunda landskommun

### Från 1944
- Skara stad

Skånings härad:
- Skånings-Åsaka landskommun

Valle härad:
- Eggby landskommun
- Bolums landskommun
- Häggums landskommun
- Istrums landskommun
- Norra Lundby landskommun
- Norra Vings landskommun
- Skärvs landskommun
- Stenums landskommun
- Varnhems landskommun
- Öglunda landskommun

### Från 1 januari 1952
- Ardala landskommun
- Skara stad
- Valle landskommun